# Brigita Virbalytė-Dimšienė
Brigita Virbalytė-Dimšienė (née le 1er février 1985 à Alytus) est une athlète lituanienne, spécialiste de la marche.
Le 28 août 2015, elle bat son record sur 20 km en 1 h 30 min 20 s pour devenir finaliste lors des Championnats du monde à Pékin.
Son précédent record était de 1 h 30 min 37 s obtenu à Murcie le 17 mai 2015.